# Stadion Tarpieda w Mohylewie
Stadion Tarpieda w Mohylewie (biał.: Тарпеда; ros.: Торпедо) – stadion piłkarski w Mohylewie, na Białorusi. Obiekt może pomieścić 3 500 widzów. Boisko ma wymiary 105 m x 68 m. Swoje spotkania rozgrywa na nim drużyna Sawit Mohylew.